# Impatiens dewildeana
Impatiens dewildeana är en balsaminväxtart som beskrevs av C. Grey-wilson. Impatiens dewildeana ingår i släktet balsaminer, och familjen balsaminväxter. Utöver nominatformen finns också underarten I. d. parviflora.